# 元积
元积（775年—836年5月8日），字蕴之，河南府河南县（今河南省洛阳市）人，追尊魏昭成帝拓跋什翼犍十三代孙，唐朝官员，元稹的三哥。

## 生平
元积年少时以明经及第，补任同州韩城县县尉，又补任左监门卫兵曹参军，因为形貌恢宏庄重，言辞华美雅正而出任通事舍人。吐蕃派遣使者与唐朝修好，唐朝将要派出使者回访，唐穆宗诏令大鸿胪邵同出任使者，元积出任副使。元积因此升任检校太子右庶子、兼通事舍人、侍御史，赐绯鱼袋，充当副使。没多久，元积改任太子左谕德，其他赏赐如故，依然充当副使。元和十五年（820年），元积随邵同出使吐蕃。访问返回后，元积因为出使符合旨意，出任金州刺史，治理有廉洁的名声，被征召回京城长安，受到公卿的称赞。很快元积出任安州刺史，任期满三年后被征召出任司农少卿，掌管国家储备粮食的事务。当时太仓的官吏上下狼狈为奸，虚报入库粮食数量而在外取得补充，因此仓廪的谷物不充实。元积因为积弊已久，难以根除，于是暗中计算余粮，得到粟十多万斛上报，皇帝称赞元积的竭尽忠诚。但是官吏怨恨元积揭发了他们，相互说元积的坏话。御史府的监察不督查奸诈，反而认定元积有掠夺行为，将元积贬为光州刺史。元积在光州任期满三年后，因为疾病免官，回到洛阳修养。二年后，元积的疾病加重，针灸和药物都无法根治。开成元年四月十九日（836年5月8日），元积在洛阳履信里私人住宅中去世，虚岁六十二。开成二年八月十一日（837年9月14日），元积归葬咸阳奉贤乡严郝原父亲仆射元宽墓地东侧，与夫人陇西李氏合葬。

## 墓地与墓志
2019年8月至11月，陕西省考古研究院对位于陕西省西咸新区空港新城底张镇岩村的一处储备用地进行了考古发掘。发掘地点位于底张镇东约800米，隋唐时期出土墓志将此区域多称为“洪渎原”。本次发掘共清理古墓葬10座，其中汉代墓葬2座、十六国时期墓葬2座、唐代墓葬2座、明代墓葬1座，另有3座墓葬无任何出土物，时代不明。发掘在村庄民居建筑基址上进行的，原始地层已无存。编号为M6的唐代墓葬因出土墓志，确定是元积的墓，M6共出土随葬器物11件，其中陶瓷质4件，包含塔式罐的盖、座和瓷钵；金属质5件，包含铜柄铁鐫斗、铁锁、铁帐钩、银饰片；贝类1件；青石墓志1方。元积墓志标本号M6:11，青石质。仅余志石，不见志盖。志石呈方形，边长68厘米、厚10厘米，四侧面减地线刻壶门十二生肖，兽首人身，持笏而坐，衬以云纹。正面无界格，阴刻楷书35行，满行36字，共1102字。墓志由元积妻兄潭州刺史李羾撰、乡贡进士李翦书。
元积墓志言“咸阳奉贤乡严郝原”即墓葬出土地今空港新城底张镇岩村所在，元积与先逝的陇西李夫人合葬一处，且指明其父元宽墓当位于其墓葬西侧，就此定位了元积家族墓地的具体地点，元积墓的出土对确定元氏家族墓地有重要指示意义。陕西省考古研究院推测，元氏家族墓地可能分为两处，一处位于今空港新城底张镇布里村东庄，另一处即元积墓出土地今空港新城底张镇岩村所在。从已出土情况观察，布里村元氏家族墓地所葬家族成员总体时代偏早，岩村墓地则相对较晚。

## 家庭

### 十三代祖
- 拓跋什翼犍，追尊魏昭成帝[1]

### 五代祖
- 元弘靖，隋朝北平郡太守[1]

### 高祖
- 元义端，魏州刺史[1]

### 曾祖
- 元延景，岐州参军[1]

### 祖父
- 元悱，陈州南顿县县丞，赠兵部员外[1]

### 父母
- 元宽，比部郎中、舒王府长史，赠尚书左仆射[1]
- 荥阳郑氏，睦州刺史郑济之女[1]

### 兄弟姐妹
- 元沂，蔡州汝阳县县尉[1]
- 元秬，朝议郎、侍御史、内供奉、盐铁转运、河阴留后[1]
- 元稹，宰相、武昌军节度使[1]
- 元氏，嫁监察御史吴郡陆翰[1]
- 元真一，出家为比丘尼[1]

### 夫人
- 陇西李氏，湖南都团练观察处置等使、朝请大夫、检校左散骑常侍、使持节、都督潭州诸军事、守潭州刺史、兼御史中丞、上柱国、赐紫金鱼袋李羾妹妹，生二子[1]

### 子女
- 元居简，前任左武卫兵曹参军事[1]
- 元居行，明经及第[1]
- 元居敬[1]
- 元氏，长女，嫁进士刘丛[1]
- 元氏[1]